# Ludovic Obraniak
Ludovic Joseph Obraniak (* 10. listopadu 1984, Longeville-lès-Metz, Francie) je fotbalový záložník a reprezentant Polska, který působí v německém klubu SV Werder Bremen.
Jeho dědeček Zygmunt Obraniak pocházel z Polska (z města Pobiedziska v poznaňském okrese). Díky tomu se o hráče začali zajímat odpovědní činitelé polské reprezentace. Obraniak přijal nabídku na polské občanství, které mu bylo přiděleno 5. června 2009.

## Klubová kariéra
V sezóně 2012/13 získal s Girondins Bordeaux prvenství v Coupe de France, ve finálovém střetnutí proti Évianu Girondins zvítězil 3:2.
Koncem ledna 2014 přestoupil z Girondins Bordeaux do německého týmu SV Werder Bremen, kde podepsal kontrakt na 2½ roku.

## Reprezentační kariéra

### Francie
Obraniak odehrál 1 zápas za francouzský reprezentační výběr do 21 let.

### Polsko
V červnu 2009 obdržel polské občanství a nizozemský trenér polského národního týmu Leo Beenhakker jej povolal do týmu pro přátelský zápas 12. srpna 2009 s Řeckem. V tomto střetnutí zařídil Obraniak svými dvěma góly vítězství Polska 2:0. Tímto výkonem se velmi dobře uvedl a stal se stabilním členem národního týmu.

#### EURO 2012
Zúčastnil se Mistrovství Evropy 2012, kde mělo Polsko jako pořadatelská země (společně s Ukrajinou) jistou účast. V zahajovacím utkání celého šampionátu 8. června se střetlo Polsko s Řeckem a Ludovic odehrál kompletní porci minut. Tři body nezískal nikdo, oba soupeři si připsali po bodu za remízu 1:1. 12. června se opět zrodila remíza 1:1 polského národního mužstva, tentokrát s Ruskem. Obraniak přihrával na krásný gól Jakubovi Błaszczykowskému. V přímém souboji o čtvrtfinále s Českou republikou 16. června pohřbil polské naděje na historicky první postup ze základní skupiny jediným gólem utkání český záložník Petr Jiráček. Polsko obsadilo se ziskem 2 bodů poslední čtvrté místo základní skupiny A.